# دایره سیکاسو
دایره سیکاسو (به لاتین: Sikasso Cercle) یک منطقهٔ مسکونی در مالی است که در استان سیکاسو واقع شده‌است. دایره سیکاسو ۱۵٬۳۷۵ کیلومتر مربع مساحت و ۷۲۵٬۴۹۴ نفر جمعیت دارد.